# Diandrochloa
Diandrochloa és un gènere de plantes de la subfamília de les cloridòidies, família de les poàcies, ordre de les poals, subclasse de les commelínides, classe de les liliòpsides, divisió dels magnoliofitins.

## Etimologia
El nombre del gènere deriva del grec diandro (mascle) i chloé (herba), ludint els seus florets.

## Citologia
Número de la base del cromosoma, x = 10. Cromosomes "petits".

## Taxonomia
- Diandrochloa diarrhena (Schult. i Schult. f.) A.N. Henry
- Diandrochloa diplachnoides (Steud.) A.N. Henry
- Diandrochloa glomerata (Walter) Burkart
- Diandrochloa japonica (Thunb.) A.N. Henry
- Diandrochloa namaquensis (Nees ex Schrad.) De Winter
- Diandrochloa pusilla (Hack.) De Winter